# حكومة حماس 2012
الحكومة الفلسطينية غزة 2012 هي الحكومة الثانية في قطاع غزة التي تشمل شخصيات مهنيه بعد احداث الانقسام الفلسطيني ورفض حركه فتح الاعتراف بفوز حماس بثلثي مقاعد المجلس التشريعي. وقد تم الأعلان عن الحكومة الفلسطينية الثانية في بداية سبتمبر 2012. وتمت الموافقة على التعديل الذي تم على الحكومة السابقة من قبل نواب المجلس التشريعي الفلسطيني]] (PLC) أو مايعرف. وتم تعيين سبعة وزراء جدد في الحكومة الجديدة. وقال رئيس وزراء هذه الحكومة إسماعيل هنية ان أولويات الحكومة الجديدة ستكون "انهاء الحصار وتخفيف العبأ عن كاهل المواطنين، خاصة فيما يتعلق بالكهرباء والمياه."
هذه الحكومة نجحت في إدارة قطاع غزة رغم قيام إسرائيل بفرض حصار مشدد على سكان قطاع غزة وشن حرب في عام 2008 وحرب في عام 2012 ونجحت الحكومة بفضل الله ثم الدعم الشعبي.. وقاد الاستاذ إسماعيل هنية الحكومات الفلسطينية الشرعية التي نالت ثقه المجلس التشريعي حسب الدستور الفلسطيني منذ فوز حماس بغالبيه مقاعد المجلس التشريعي 2006 .. وكان بالسابق رئيس حكومة الوحدة الوطنية.
الولايات المتحدة وكندا والاتحاد الأوروبي واليابان وإسرائيل تصنف حماس على أنها منظمة إرهابية. .
و لكن الحكومة تقول انها جاءت باصوات ثلثي الناخبين وان حركه فتح بزعامه محمود عباس استعانت بالاحتلال الإسرائيلي والولايات المتحدة وما يعرف بدول الاعتدال لافشال تجربه حركه حماس في الحكم ولكن الحكومة استطاعت إدارة الازمه رغم الحصار وقطع المساعدات من الدول الغربية وتبدع رغم الظروف الصعبة

## أعضاء الحكومة الفلسطينية غزة 2012
| الاسم                   | الوزارة                 | الحزب        |
| إسماعيل هنية            | رئيس الوزراء            | حماس         |
| مازن هنيه               | العدل                   | حماس         |
| يوسف صبحي الغريز        | الاسكان والاشغال العامة | حماس         |
| محمد جواد الفرا         | الحكم المحلي            | حماس         |
| علي عبد العزيز الطرشاوي | الزراعة                 | حماس         |
| زياد الظاظا *           | المالية                 | حماس         |
| مفيد المخللاتي          | وزارة الصحة في قطاع غزة | مستقل إسلامي |
| إسماعيل رضوان           | الأوقاف والشئون الدينية | حماس         |
| فتحي حماد *             | الداخلية                | حماس         |
| أسامة المزيني *         | التربية والتعليم        | حماس         |

- انظر في مقالة الحكومة السابقة للاطلاع على باقي الوزراء حكومة حماس عام 2007.

هؤلاء الوزراء في التعديل الاخير وباقي الوزراء في حكومة حماس 2007

## الدبلوماسية
في أيلول 2012، عقب إعلان الحكومة الجديدة، ولأول مرة منذ الانقسام بين الضفة الغربية وقطاع غزة في يونيو (حزيران) 2007، تسعى الحكومة إلى تعيين دبلوماسيين، في خطوة تقرب حماس من إعلان دولتها في القطاع. وأكد مسؤول كبير في وزارة الخارجية في هذه الحكومة شروع حكومته في تعيين أعضاء في السلك الدبلوماسي، ولم يستبعد هذا المسؤول أن يعمل هؤلاء الدبلوماسيون في الخارج في حال توافرت الفرص لذلك، لكنه رفض التفسير القائل بأن هذه الخطوة مؤشر على توجه حكومة غزة لتكريس الانقسام.